# Albert Andersson
Albert Per Andersson (Sällshög, 1902. április 25. – Kristianstad, 1977. március 5.) olimpiai bajnok svéd tornász, atléta.
Az 1920. évi nyári olimpiai játékokon indult tornában és a svéd rendszerű csapat összetettben aranyérmes lett.
Az 1928. évi nyári olimpiai játékokon is elindult, de ekkor, mint atléta. Két versenyszámban állt rajthoz: 110 méteres gátfutásban és tízpróbában. Érmet nem nyert.
Klubcsapatai a Stockholms GF és a Fredrikshofs IF voltak.